# دائرة عسلة
دائرة عسلة هي إحدى دوائر ولاية النعامة الجزائرية.

## بلديات الدائرة
تتكون الدائرة من بلدية واحدة:
- عسلة